# Vassogne
Vassogne é uma comuna francesa na região administrativa de Altos da França, no departamento de Aisne. Estende-se por uma área de 2,93 km². Em 2010 a comuna tinha 91 habitantes (densidade: 31,1 hab./km²).